# نوباء متغضنة
نوباء متغضنة (الاسم العلمي:Alternaria rugosa) هي نوع من الفطريات تتبع جنس النوباء من الفصيلة البوغيانية.